# جورج ماكينون
جورج ماكينون (بالإنجليزية: George MacKinnon)‏ (و. 1906 – 1995 م) هو سياسي، ومحامي، وقاضي من الولايات المتحدة الأمريكية. ولد في سانت باول، مينيسوتا.
وهو عضو في الحزب الجمهوري.

## التعليم
تعلم في جامعة كولورادو بولدر، وجامعة مينيسوتا.